# Liodessus microscopicus
Liodessus microscopicus är en skalbaggsart som först beskrevs av Zimmermann 1921.  Liodessus microscopicus ingår i släktet Liodessus och familjen dykare. Inga underarter finns listade i Catalogue of Life.